# Sozialpolitik (Schweiz)
Sozialpolitik ist in der Schweiz wie in anderen Ländern die Bezeichnung für Massnahmen zur Verbesserung der wirtschaftlichen und sozialen Situation insbesondere benachteiligter gesellschaftlicher Gruppen. Träger der Sozialpolitik sind vornehmlich der Staat, daneben Unternehmen, Gewerkschaften, NGOs und die Kirchen.

## Ziele der Schweizer Sozialpolitik
Das Ziel der Sozialpolitik ist die Hebung des allgemeinen Wohlstandes und die Teilhabe möglichst vieler Menschen am Wohlstand. Weniger weit gehend strebt Sozialpolitik an, Menschen Sicherheit gegen die Wechselfälle des Lebens zu gewährleisten. Hier geht es um soziale Sicherheit, nämlich darum, allen Menschen in jeder Lebenssituation, besonders bei Eintritt von ausserordentlichen Ereignissen wie Krankheit, Unfall, Arbeitslosigkeit usw., einen «ordentlichen» Lebensstandard zu garantieren. In der Fachsprache werden diese ausserordentlichen Ereignisse soziale Risiken genannt.
Die Sicherung des nackten Überlebens steht in der Gegenwart nicht (mehr) im Vordergrund. Es geht um etwas Zusätzliches: Soziale Sicherheit soll bei Eintritt sozialer Risiken einen «ordentlichen» Lebensstandard ermöglichen. Diese Art von Existenzminimum wird soziales Existenzminimum genannt. Der in einem reichen Land übliche Lebensstandard wird als Massstab für die soziale Sicherheit genommen.
Sozialpolitik strebt nebst der Gewährleistung von sozialer Sicherheit die Hebung des allgemeinen Wohlstandes an. In der schweizerischen Bundesverfassung ist dies im Zweckartikel der Verfassung umschrieben (Art. 2 BV). Etwas konkreter wird die Verfassung in Art. 41 BV mit den 1998 neu in die Verfassung aufgenommenen Sozialzielen, die aber nicht einklagbar sind. Die soziale Sicherheit ist also das Hauptziel, aber nicht das alleinige Ziel der Sozialpolitik.

## Typologie des schweizerischen Sozialstaats
Der Begriff Sozialpolitik ist unscharf (ähnlich wie der Begriff der Armut). In der Lehre werden verschiedene Sozialstaatstypen unterschieden: einerseits der Sozialversicherungsstaat nach Bismarck, andererseits der Versorgungsstaat nach Beveridge. Diese Typen existieren in der Praxis nicht in reiner Form.
Die Schweiz kann in die bestehenden Sozialstaatstypologien als Sozialversicherungsstaat der politischen Mitte eingeordnet werden. In diesem Mischsystem dominiert der Grundsatz, wonach die Versicherten mit ihren Beiträgen die Mittel für den Risikoausgleich im Wesentlichen selber aufbringen. Rechtsansprüche garantieren den Leistungsbezug, ohne dass die Bedürftigkeit nachgewiesen werden muss. Die Sozialhilfe springt nur bei Lücken im Netz der Sozialversicherungen ein: Sie wirkt subsidiär.
Diesem Aspekt trägt das schweizerische System der sozialen Sicherheit mit seiner starken Betonung der Eigenverantwortung und mit verschiedenen Anreizsystemen verhältnismässig gut Rechnung (in der sozialen Krankenversicherung zum Beispiel sind die Eigenleistungen der Versicherten nirgends so hoch wie in der Schweiz: Selbstbehalte, Franchisen, keine Vergütung von Zahnarztkosten, tiefe Vergütung von Pflegekosten usw. – vgl. Krankenversicherung in der Schweiz). Die Eigenverantwortung drückt sich in der stark ausgeprägten Beitragspflicht (Einheitsprämien) deutlich aus. Der Eigenverantwortung wird zudem im Prinzip der Subsidiarität hohe Bedeutung beigemessen (so hat eine OECD-Studie vor einigen Jahren klar gezeigt, dass die Leistungen der Sozialhilfe in der Schweiz zwar verhältnismässig hoch sind, aber auch höhere Zugangsbarrieren bestehen als in anderen Ländern – Rückerstattungspflicht bezogener Leistungen aus Arbeitserwerb, Verwandten-Unterstützungspflicht usw.).

## Überblick zu den Bundesgesetzen (BG) der einzelnen Sozialversicherungen (Rechtsgrundlagen)
- Alters-, Hinterlassenen- und Invalidenvorsorge
  - BG über die Alters- und Hinterlassenenversicherung vom 20. Dezember 1946 (AHVG)
  - BG über die Invalidenversicherung vom 19. Juli 1959 (IVG)
  - BG über Ergänzungsleistungen zur Alters-, Hinterlassenen- und Invalidenversicherung vom 19. März 1965 (ELG)
  - BG über die berufliche Alters-, Hinterlassenen- und Invalidenvorsorge vom 25. Juni 1982 (BVG)
  - BG über die Freizügigkeit in der beruflichen Alters-, Hinterlassenen- und Invalidenvorsorge vom 17. Dezember 1993 (FZG)
- Krankenversicherung
  - BG über die Krankenversicherung vom 18. März 1994 (KVG)
- Unfallversicherung
  - BG über die Unfallversicherung vom 20. März 1981 (UVG)
- Militärversicherung und Erwerbsersatzordnung
  - BG über die Militärversicherung vom 19. Juni 1992 (MVG)
  - BG über die Erwerbsersatzordnung für Dienstleistende in der Armee, Zivildienst und Zivilschutz vom 25. September 1952 (EOG)
- Familienschutz (Familienzulage)
  - BG über die Familienzulagen in der Landwirtschaft vom 20. Juni 1952 (FLG)
- Arbeitslosenversicherung
  - BG über die obligatorische Arbeitslosenversicherung und die Insolvenzentschädigung vom 25. Juni 1982 (AVIG)

## Geschichte des schweizerischen Sozialstaates

### Zustand während der frühen Industrialisierung
Die Entstehung des Sozialstaates war die Beantwortung der sogenannten «sozialen Frage». Der ehemalige Professor für Sozialgesetzgebung an der Universität Bern Edwin Schweingruber meint mit der sozialen Frage «[den] Ausgangspunkt zu jeder sozialpolitischen Betrachtung und Betätigung». Für ihn muss man diese soziale Frage «sehen, [sonst] wird [man] nicht zum Verständnis der Sozialpolitik gelangen».
Im 19. Jahrhundert nahm die Zahl der Wohnbevölkerung von 1,6 Millionen im Jahr 1798 auf rund drei Millionen gegen Ende des Jahrhunderts zu. Damit stieg auch die Zahl der Lohnabhängigen. Dieser Anstieg hatte zur Folge, dass immer mehr Menschen trotz Arbeit in Not und im Elend lebten. Diese Entwicklung steigerte sich immer mehr zu einer Massenarmut, die gegen Mitte des Jahrhunderts vor allem die Landbevölkerung und die ersten Fabrikarbeiter betraf. Letztere hatten es besonders schwer: täglich 15 Stunden Arbeit, grösstenteils ohne Ferien, und eine Entlohnung, die kaum das Existenzminimum erreichte. Das war auch der Grund, wieso es richtige «Arbeiterfamilien» gab, bei denen alle Generationen in der Fabrik arbeiteten. Ein Appenzell Ausserrhoder Lehrer beschrieb 1877 gegenüber einer Nationalratskommission den Alltag von schulpflichtigen Kindern folgendermassen: «Schüler [mussten] von 8 bis 11 ½ Uhr die Schule besuchen und daneben noch 16 bis 18 Stunden in der Appretur arbeiten…, und zwar von 4 Uhr morgens bis 7 ½ und von 1 Uhr bis morgens 2 oder 3 Uhr, so dass diese Kinder in den Sommernächten gar nicht nach Hause ins Bett gingen, sondern auf freiem Feld das bisschen Schlaf suchten.»
Es überrascht nicht, dass ähnlich miserable Verhältnisse auch in der Wohnsituation der Arbeiter zu finden waren. Typische Arbeiterwohnungen waren oftmals von mehreren Personen genutzt, daher eng und unhygienisch. Die Ansteckungsgefahr bei Krankheiten war erhöht und der Alkoholismus weit verbreitet. Es gibt sogar Belege, wonach es Haushalte gab, die zusätzlich wandernde Arbeiter beherbergten, um das Einkommen zu verbessern.
Diese Zustände, die sicherlich als unmenschlich bezeichnet werden können, wurden jedoch noch verheerender, zum Beispiel wenn jemand in der Familie die Arbeit und damit den Erwerb verlor. Ganze Arbeiterfamilien mussten sich mangels Kündigungsschutz und -fristen, Schutz gegen Unfall und Krankheit oder im Alter dem Kampf ums Überleben stellen.

### Anfänge der Arbeiterschutzgesetze
Die Arbeiterschutzgesetzgebung lag im 19. Jahrhundert in der Kompetenz der Kantone. Ihre ersten Gesetze waren unterschiedlich und enthielten oftmals nur einen Schutz für Kinder, damit die obligatorische Schulpflicht überhaupt umgesetzt werden konnte. So gehörten Vorschriften über ein Mindestalter für Kinderarbeit sowie Verbote von Nachtarbeit und Arbeitszeitbeschränkungen zu den ersten Schutzgesetzen. Ähnlich wurden auch Frauen geschützt. Zur Zeit vor der Totalrevision der Bundesverfassung hatten neun Kantone eigene Arbeiterschutzgesetze, die sich allesamt auf die Kinderarbeit konzentrierten. Lediglich drei davon – darunter Glarus mit dem am weitesten entwickelten Arbeiterschutzgesetz – beschränkten auch die Arbeitszeit der Erwachsenen. Diese grossen Unterschiede zwischen den Kantonen und das Scheitern von Konkordatsgesprächen führten dazu, dass der Bund in der neuen Bundesverfassung 1874 die Kompetenz über den Fabrikarbeiterschutz erhielt.
Drei Jahre nach der Einführung der neuen Verfassung wurde vom Parlament das bekannte eidgenössische Fabrikarbeiterschutzgesetz eingeführt. Es richtete sich am Arbeitsschutzgesetz im Kanton Glarus aus und enthielt die Beschränkung der Arbeitszeit auf elf Stunden pro Tag beziehungsweise die Einführung der 65-Stunden-Woche, das Verbot von Kinderarbeit sowie die Errichtung von drei eidgenössischen Fabrikinspektoraten.
Art. 11. Die Dauer der regelmässigen Arbeit eines Tages darf nicht mehr als 11 Stunden, an den Vorabenden von Sonn- und Festtagen nicht mehr als 10 Stunden betragen und muss in die Zeit zwischen 6 Uhr, beziehungsweise in den Sommermonaten Juni, Juli und August 5 Uhr Morgens und 8 Uhr Abends verlegt werden.
Art. 13. Nachtarbeit, d. h. die Arbeit zwischen 8 Uhr Abends und 6 Uhr, beziehungsweise 5 Uhr Morgens (Art. 11), ist bloss ausnahmsweise zulässig und es können die Arbeiter nur mit ihrer Zustimmung dazu verwendet werden.
Art. 16. Kinder, welche das vierzehnte Altersjahr noch nicht zurückgelegt [sic!] haben, dürfen nicht zur Arbeit in Fabriken verwendet werden.
In einem Referendum wurde das Gesetz knapp (181'000 gegen 171'000 Stimmen) angenommen. In einer kleinen Revision, dem «Samstagarbeitsgesetzlein», wurde die Arbeit bis 17 Uhr beschränkt.

### Erster Weltkrieg 1914–1918
Die nächste grössere Revision hätte ein neues Fabrikgesetz am 18. Juni 1914 bringen sollen. Sie sah eine 59-Stunden-Woche vor und begrenzte die Arbeit auf zehn Stunden am Tag. Die Inkraftsetzung wurde jedoch trotz Publikation im Bundesblatt verschoben, da zeitgleich der Erste Weltkrieg ausbrach. 1911 wurde das Bundesgesetz über eine obligatorische Kranken- und Unfallversicherung – kurz KUVG – beschlossen, nachdem es 1890 in der Bundesverfassung festgesetzt wurde. Auch dieses Gesetz trat erst nach der Kriegszeit am 1. April 1918 in Kraft.
Es kann gesagt werden, dass der Erste Weltkrieg im Vergleich zu den Nachbarländern der Schweiz nicht besonders zu schaffen machte. Sozialpolitisch blieb die Entwicklung zur Lösung der «sozialen Frage» kurz stehen. Die Not der Bevölkerung, die durch den Kriegsausbruch entstand und eine Verteuerung der Lebensmittel sowie Lohnausfälle wegen der Mobilmachung mit sich brachte, wurden vor allem von den staatlichen und gemeinnützigen Organisationen übernommen.

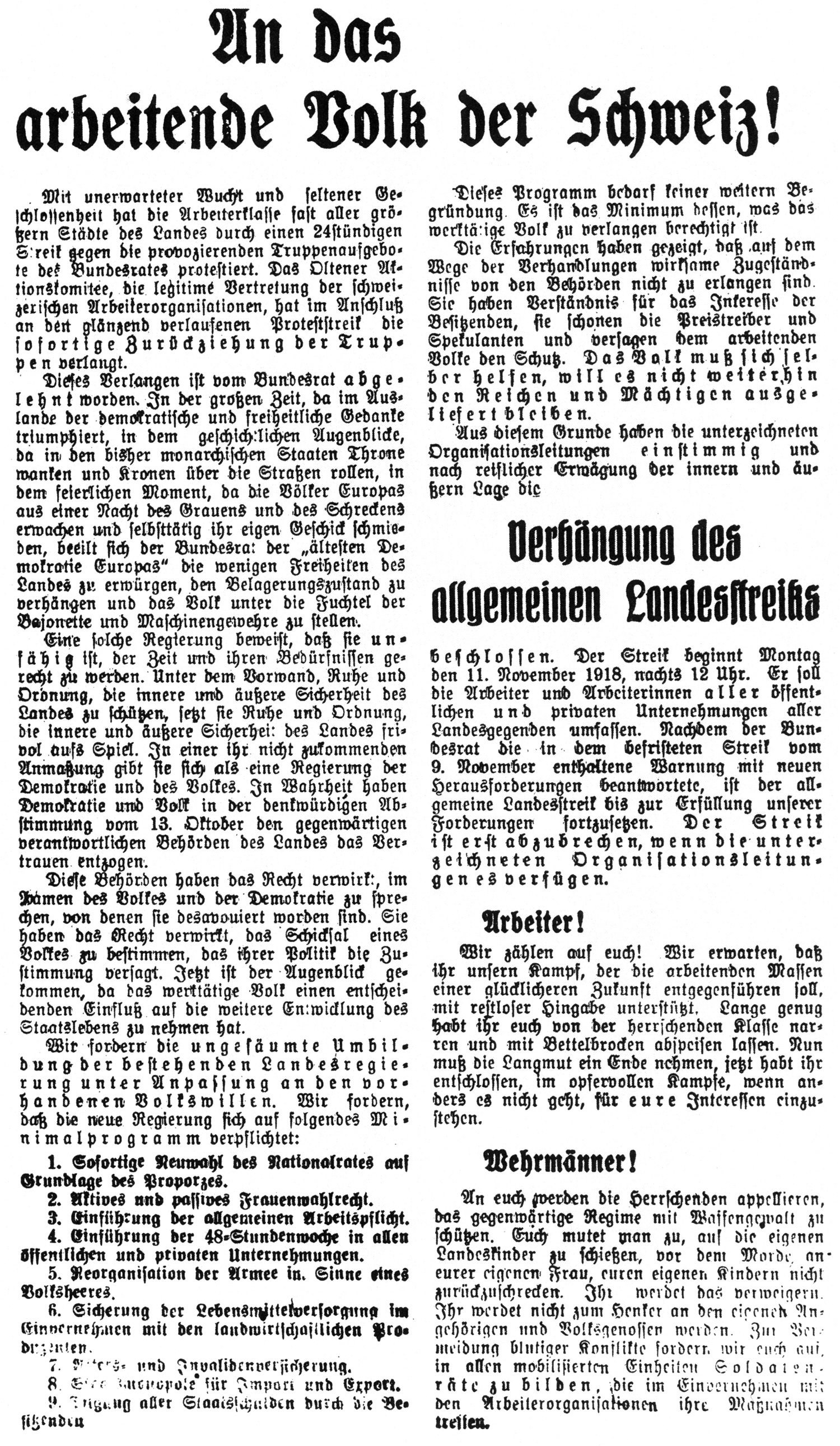
Streikaufruf des OAK

### Zwischenkriegszeit
Gegen Ende des Ersten Weltkrieges stiegen die Sorgen der Bevölkerung: Rund ein Sechstel der Bevölkerung erhielt im Jahr 1918 weniger als das Existenzminimum, während gleichzeitig die Teuerung eine Verdoppelung der Preise mit sich brachte. Die Einführung der eidgenössischen Kriegssteuer 1915 verstärkte den Unmut gegen den Bundesrat.
Zeitgleich wurden in der Schweiz die Kongresse der Internationalen Sozialisten abgehalten, die die revolutionären Bestrebungen in Russland mitverfolgten. Treibende Schweizer Kraft war zu dieser Zeit das Oltener Aktionskomitee, kurz OAK, welches sich als Führungsstab der schweizerischen Arbeiterschaft verstand und sozialpolitische Reformen forderte. Anfang November 1918 rief das OAK die Arbeiterschaft zu einem nationalen Landesstreik auf. In einem Flugblatt forderten sie unter anderem:
- staatspolitische Reformen: Neuwahl des Nationalrates unter dem Verhältniswahlrecht (Proporz), Frauenstimmrecht
- sozialpolitische Reformen: Einführung einer Arbeitspflicht, Beschränkung der Wochenarbeitszeit auf 48 Stunden, Einführung einer Alters- und Hinterlassenenversicherung

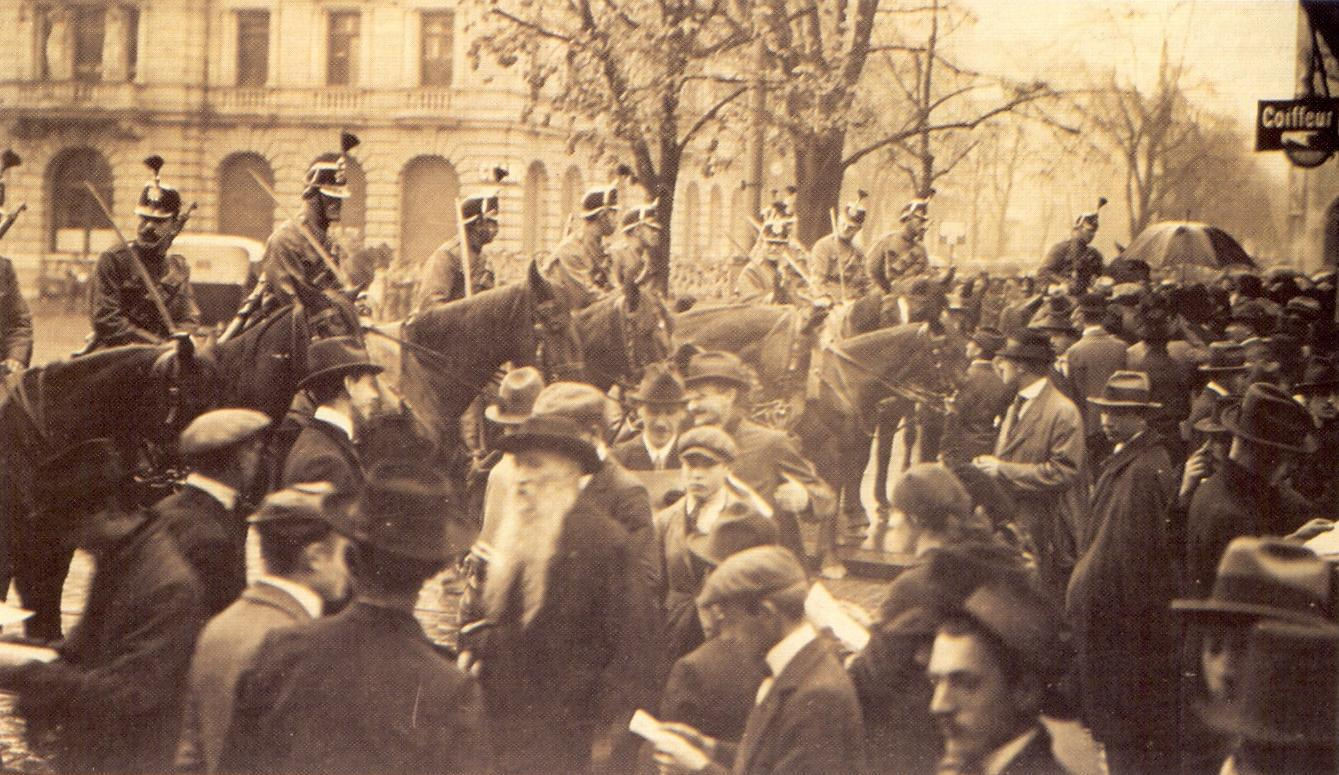
Demonstrierende am Paradeplatz in Zürich

Die ersten Streiks am 9. November verliefen ruhig, die Zürcher Arbeiterschaft entschloss sich jedoch, den Streik am 10. November fortzusetzen. Dieser führte aber zu gewalttätigen Auseinandersetzungen zwischen den demonstrierenden Arbeitern und dem Militär. Am Folgetag wurden die Fabriken, die Eisenbahnen und die öffentlichen Verwaltungen von rund 400'000 Demonstrierenden besetzt.
Nachdem in Grenchen drei Arbeiter erschossen worden waren, sah sich das OAK gezwungen, den Streik in der Nacht auf den 15. November abzubrechen. In den folgenden Tagen wurden die Hauptverantwortlichen für den Streik in öffentlichen Verfahren zu verschiedenen Gefängnisstrafen verurteilt. Es kann gesagt werden, dass aus der Sicht des revolutionären Flügels der Streik eine Niederlage war. Trotz der Niederlage wurden jedoch die politischen Forderungen der Sozialdemokraten in die Politik getragen: Die Nationalratswahlen 1919 wurden erstmals unter dem Proporzwahlrecht durchgeführt (die Sozialdemokraten verdoppelten ihre Sitzzahl auf 20 Prozent), und in der folgenden Legislatur wurden mehr als ein Dutzend Gesetze und Gesetzesänderungen beschlossen, die allesamt das Arbeitsrecht und das Sozialwesen betrafen.

### Zweiter Weltkrieg – Einführung AHV
Nach dem Ersten Weltkrieg brachten die Sozialdemokraten einige Volksbegehren zur Abstimmung. Sie wurden alle vom bürgerlich-konservativen Block im Parlament abgelehnt und von Volk und Ständen verworfen. Darunter war auch die 1925 lancierte Initiative zur Schaffung einer Alters- und Hinterlassenenversicherung (kurz AHV). Ihr gegenüber stand ein Gegenvorschlag vom Bundesrat, der die Schaffung einer AHV beauftragen wollte. 1931 wurde jedoch der Gesetzesvorschlag abermals abgelehnt.
Am 25. Juni 1940, wenige Tage nach der Mobilmachung der Armee, sprach der Bundesratspräsident Pilet-Golaz folgende Worte: «Le travail, le Conseil fédéral en fournira au peuple Suisse, coûte que coûte.» Er versprach den Schweizer Bürgern Arbeit zu schaffen, koste es, was es wolle. Mit dieser Radioansprache wurde die Zeit eingeläutet, in der es schnell zu sozialpolitischen Reformen kam: Nebst dem Erwerbsersatz für die Wehrpflichtigen und der Arbeitslosenversicherung wurden auch Erlasse zur Vorbereitung einer AHV durchgesetzt. 1943 erreichten die Sozialdemokraten bei den Nationalratswahlen 56 Sitze und wurden damit die stärkste Fraktion. Durch die Wahl des Sozialdemokraten Ernst Nobs in den Bundesrat wurden die Parteikämpfe zwischen dem bürgerlichen Block und den Sozialisten zur Vergangenheit. Am 6. Juli 1947 wurde das Bundesgesetz zur Schaffung der Alters- und Hinterlassenenversicherung mit einem wuchtigen Mehr angenommen.

### Betriebliche Sozialpolitik nach 1945
Das im Sommer 1937 von Schweizer Gewerkschaften und Unternehmern geschlossene «Friedensabkommen» zur Vermeidung von Streiks und Massnahmen sowie die AHV leiteten eine Periode relativen Arbeitsfriedens ein, die bis in die 1960er Jahre dauerte. Die Abwesenheit von Streiks bzw. der Unwille der Gewerkschaften, diese zu organisieren, führte jedoch dazu, dass Konflikte um Arbeitsorganisation und Löhne sich ins Innere der Betriebe verlagerten. Kündigungen und häufige Betriebswechsel wurden zum individuellen Ersatz für gewerkschaftliche Vertretung. Um die Beschäftigten zu «motivieren», Arbeitskraftreserven zu erschliessen und Konflikte im Betrieb einzuhegen, wurden daher in den 1940er Jahren umfangreiche Massnahmen betrieblicher Sozialpolitik eingeführt. Dazu gehörten etwa Wohlfahrtsfonds für den Fall von Alter und Krankheit (als Vorläufer der AHV schon vor 1947) sowie Kantinen und «Wohlfahrtshäuser» mit Angeboten wie Nähkursen. Flankiert wurde betriebliche Sozialpolitik von Neuerungen wie dem betrieblichen Vorschlagswesen und werbewirksamen Massnahmen zur Identifikation mit der Firma, beides Managementtechniken aus den USA. Daneben kamen jedoch bei der Rationalisierung von Produktionsabläufen und im Akkordwesen auch Konzepte aus der NS-Rüstungsindustrie zum Einsatz. Besonders diese unbeliebten Intensivierungen von Arbeitsabläufen waren es, die Kündigungen und Fluktuation auslösten – was durch betriebliche Sozialpolitik kompensiert werden sollte.

## Gegenwart/Perspektiven
Trotz des offensichtlichen Ausbaus der sozialen Sicherheit sind Armut und Not auch in der reichen Schweiz – wie in den übrigen modernen Industriestaaten – nicht verschwunden. Die Verdoppelung der Sozialhilfeausgaben im letzten Jahrzehnt des 20. Jahrhunderts ist ein klares Indiz für die Verschlechterung der sozialen Lage vieler Menschen. Die Wissenschaft spricht von einer Armutsquote in der Schweiz zu Beginn des 21. Jahrhunderts von 5–10 % der Bevölkerung: Die wichtigste Ursache für Verarmung ist die Erwerbslosigkeit (Arbeitslosigkeit oder Arbeitsunfähigkeit). Knapp 30 % der erwerbslosen Menschen müssen als arm bezeichnet werden. Geschiedene Frauen (mit oder ohne Kinder) sowie alleinerziehende Elternteile sind ähnlich stark betroffen (20 % der ganzen Gruppe). Kinderreichtum (drei und mehr Kinder) erhöhen das Armutsrisiko überdurchschnittlich (Armutsquote von rund 15 %). Wird nur die Haushaltsgrösse betrachtet, sind – unberücksichtigt vom Zivilstand – alleinstehende Männer mit gut 16 % stärker armutsgefährdet als alleinstehende Frauen mit knapp 12 %.
Für einen verhältnismässig kleinen, jedoch wachsenden Teil der Bevölkerung bietet in der Gegenwart und für die nächste Zukunft das ausgebaute System von Sozialversicherungen keine genügende soziale Absicherung (mehr). Die Vorsorgesysteme (berufliche Vorsorge, Unfallversicherung – vgl. SUVA) und teilweise auch die Systeme der Volksversicherungen (AHV/IV) knüpfen nämlich meist an die sogenannte Vorsorgegeschichte an. Soziale Sicherheit wird nur jenen gewährleistet, die mit ihren Beiträgen aus dem erzielten Erwerbseinkommen in das jeweilige System einbezahlt haben. Menschen ohne regelmässiges Einkommen oder mit zu geringem Einkommen (Working Poor) und Menschen mit Unterbrüchen in der Einkommensbiographie (oft sind dies Frauen) sind in ihrer Vorsorgefähigkeit zunehmend eingeschränkt.